# Centralni komitet
Centralni komitet ili CK je bio tijelo ("organ") unutar strukture vlasti komunističkih partija koje je donosilo odluke. Sastojao se, ovisno o veličini partije, od stotinak ili čak nekoliko stotina članova koje su birali svi članovi partije. 
Zasjedanja Centralnog komiteta su obično najavljivala neku bitnu promjenu politike partije. Sastajao se nekoliko puta godišnje i manje više aklamacijom potvrđivao pravac politike koji je predlagao Politbiro ili Izvršni komitet.